# 石公山

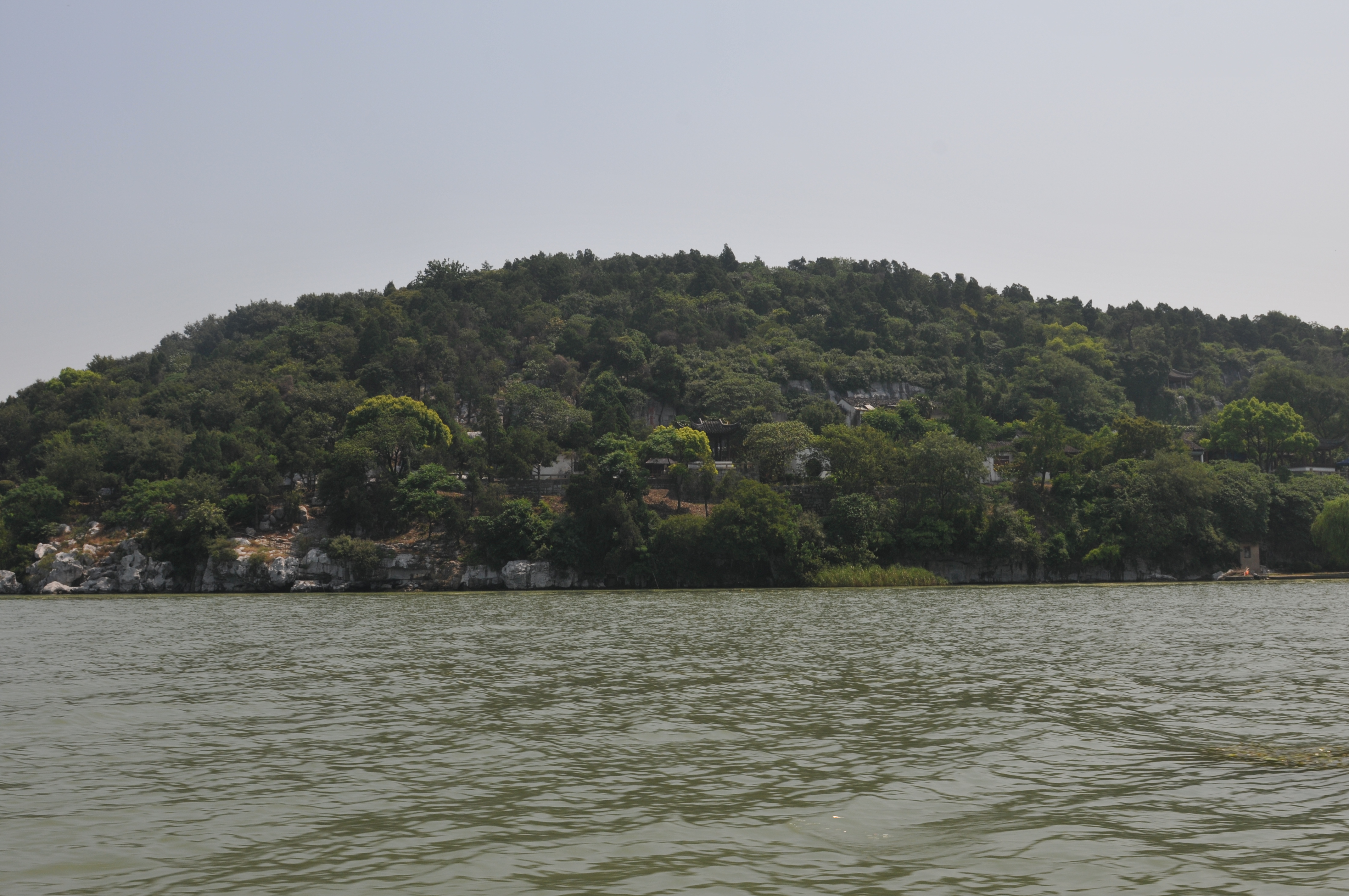
石公山

石公山是中国江苏省苏州市吴中区金庭镇南端的一座山丘，高50米，东南三面濒临太湖，西边距离明月湾村不远。
石公山为西山八景之首，有一线天、明月坡等景点。
石公山景区门前为公交快线11号始发站。